# Formocryptus bidentatus
Formocryptus bidentatus là một loài tò vò trong họ Ichneumonidae.